# Alexander Alexandrowitsch Andrijenko
Alexander Alexandrowitsch Andrijenko (russisch Александр Александрович Андриенко; bei der FIS nach englischer Transkription Aleksander Andrienko; * 8. Mai 1990 in Myski, Russische SFSR, Sowjetunion) ist ein russischer Skirennläufer. Er ist weitgehend auf die technischen Disziplinen Riesenslalom und Slalom spezialisiert.

## Biografie
Alexander Andrijenko stammt aus der sibirischen Oblast Kemerowo, wo er im Alter von drei Jahren mit dem Skifahren begann. Andrijenko lebt in Kaluga und studierte an der RANEPA öffentliche Verwaltung.
Mit 15 Jahren bestritt er in Russland seine ersten FIS-Rennen. Im Februar 2007 nahm er am Europäischen Olympischen Jugend-Winterfestival in Jaca teil, wo er die Ränge 22 und 26 in Riesenslalom und Slalom belegte. Bei seinen ersten Juniorenweltmeisterschaften in Garmisch-Partenkirchen beendete er Abfahrt und Slalom auf den Plätzen 45 und 34. Ein Jahr später klassierte er sich bei seiner zweiten JWM-Teilnahme in Frankreich in allen fünf Disziplinen und erreichte als bestes Ergebnis Rang acht in der Super-Kombination. Nach mehreren Wintern auf FIS-Ebene stieg er im Dezember 2011 in den Europacup ein, in dem er sich bislang fünfmal unter den besten zehn platzierte.
Am 26. Oktober 2014 gab er im Riesenslalom von Sölden sein Weltcup-Debüt. Bei seinen zweiten Weltmeisterschaften in Vail schied er in Riesenslalom und Slalom jeweils im ersten Durchgang aus. Gegen Ende der Saison qualifizierte er sich im Riesenslalom von Garmisch erstmals für einen zweiten Lauf, gewann aufgrund des zu großen Zeitrückstands aber keine Punkte. Zwei Jahre später gelang ihm dies am selben Ort mit Rang 16. Nachdem er die Weltmeisterschaften 2017 in St. Moritz mit einem 29. Platz im Slalom abgeschlossen hatte, kürte er sich im März 2017 in Juschno-Sachalinsk erstmals zum russischen Meister im Riesenslalom. Im Dezember 2017 gelang ihm in Alta Badia mit Rang 15 sein vorläufig bestes Weltcup-Resultat. Auch im Parallelriesenslalom auf der Gran Risa und im Riesenslalom von Adelboden holte er Weltcuppunkte.

## Erfolge

### Olympische Spiele
- Peking 2022: 11. Mannschaftswettbewerb, 26. Slalom

### Weltmeisterschaften
- Schladming 2013: 33. Riesenslalom
- St. Moritz 2017: 29. Slalom
- Åre 2019: 9. Mannschaftswettbewerb

### Weltcup
- 3 Platzierungen unter den besten 20

### Weltcupwertungen
| Saison  | Gesamt | Gesamt | Riesenslalom | Riesenslalom | Kombination | Kombination |
| Saison  | Platz  | Punkte | Platz        | Punkte       | Platz       | Punkte      |
| ------- | ------ | ------ | ------------ | ------------ | ----------- | ----------- |
| 2016/17 | 124.   | 15     | 45.          | 15           | –           | –           |
| 2017/18 | 112.   | 24     | 39.          | 24           | –           | –           |
| 2018/19 | 157.   | 1      | –            | –            | 45.         | 1           |
| 2019/20 | 151.   | 6      | 44.          | 6            | –           | –           |
| 2020/21 | 113.   | 24     | 36.          | 24           | –           | –           |
| 2021/22 | 135.   | 9      | 48.          | 9            | –           | –           |

### Far East Cup
- Saison 2015/16: 3. Super-G-Wertung
- Saison 2018/19: 2. Kombinationswertung, 4. Super-G-Wertung
- 7 Podestplätze, davon 1 Sieg:

### Juniorenweltmeisterschaften
- Garmisch-Partenkirchen 2009: 34. Abfahrt, 45. Slalom
- Mont Blanc 2010: 8. Super-Kombination, 26. Slalom, 36. Super-G, 37. Riesenslalom, 53. Abfahrt

### Weitere Erfolge
- 1 russischer Meistertitel (Riesenslalom 2017)
- 1 Podestplatz im Europacup
- 1 Sieg und ein weiterer Podestplatz im South American Cup
- 10 Siege in FIS-Rennen